# لوکاس سوارز (بازیکن فوتبال، زاده ۱۹۸۴)
لوکاس سوارز (انگلیسی: Lucas Suárez؛ زادهٔ ۸ فوریهٔ ۱۹۸۴) بازیکن فوتبال اهل آرژانتین است.
از باشگاه‌هایی که در آن بازی کرده‌است می‌توان به باشگاه فوتبال نیولز اولد بویز و باشگاه ورزشی آئوداکس ایتالیانو اشاره کرد.